# ورزشگاه ملی جزایر سلیمان
ورزشگاه ملی جزایر سلیمان ورزشگاه ملی کشور جزیره‌ای جزایر سلیمان در اقیانوس آرام است و در پایتخت کشور، هونیارا قرار دارد. این مکان ۱۰,۰۰۰ نفری در اصل به عنوان محل اصلی بازی‌های اقیانوس آرام ۲۰۲۳ ساخته شد و به عنوان هدیه از طرف جمهوری خلق چین با هزینه ۷۱ میلیون دلار آمریکا به این کشور داده شد. این ورزشگاه می‌تواند میزبان مسابقات فوتبال، راگبی و دو و میدانی باشد. در زمان ساخت، این بزرگترین پروژه زیربنایی بود که چین در منطقه اقیانوسیه انجام داده بود.